# Humaneț, Starîi Sambir
Humaneț (în ucraineană Гуманець) este un sat în comuna Ceapli din raionul Starîi Sambir, regiunea Liov, Ucraina.

## Demografie
Componența lingvistică a localității Humaneț
     Ucraineană (99,85%)
Conform recensământului din 2001, majoritatea populației localității Humaneț era vorbitoare de ucraineană (99,85%), existând în minoritate și vorbitori de alte limbi.